# Вади-Магара
Вади-Магара (Wadi Maghareh / Maghara / Magharah, что означает «Долина пещер» в египетском арабском), является археологическим объектом, расположенным в юго-западной части полуострова Синай, Египет. Он содержит памятники эпохи фараонов и бирюзовые шахты, которые датируются Старым, Средним и Новым царством в Древнем Египте. Древние египтяне знали это место как «Бирюзовые террасы».

## История
Это место было повторно открыто в 1809 году Ульрихом Яспером Зеетценом, и с тех пор его посетило несколько раскопочных групп, причем раскопки Рихарда Лепсиуса в 1845 году стали первыми. Основные посещения этого места майором К. К. Макдональдом, в том числе проживание на этом месте с 1854 по 1866 гг. (вместе с попытками добыть там бирюзу), привели только к находкам на поверхности наконечников стрел и тому подобных предметов без дальнейших раскопок. Британская картографическая экспедиция на этом месте была проведена в 1868—1869 годах, экспедиция Гарвардского университета состоялась в 1932 году, а в период между 1967 и 1982 годами было проведено несколько раскопок израильскими учёными (поскольку Израиль в то время контролировал Синай).

## Памятники, постройки и надписи
Древние египетские памятники, здания и надписи относятся к периоду от III до XXIX династий (примерно 2700—1100 до н. э.), хотя большинство памятников датируются только XII династией. В долине найдены две скальные таблицы царя Санахта III династии, одна из них — Джосера и две практически идентичные таблицы царя Сехемхета . Таблицы Снофру и Хеопса из IV династии также находятся там. Погребальный храм фараона V династии Сахура в Абусире имеет рельеф, изображающий отправку им флота в [Красное море], вероятно, для добычи бирюзы в Магаре. Сахура установил памятник, изображающий его «поражающим Mentju всех чужих земель», который был найден в Магхаре. Наскальные таблички V династии включают в себя скрижали фараона Ниусерра, сопровождаемые вазой для возлияния и изображениями богов Гора и Тота, одним — фараона Менкаухора и тремя — фараона Джедкара Исеси.
Помимо памятников фараонам, на вершине холма в Вади Игнех было основано поселение Древнего царства, содержащее 125 грубых каменных строений с древесным пеплом и черепками, некоторые из которых сделаны из глины долины Нила.

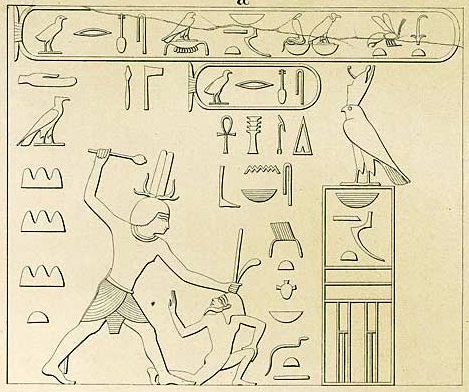
Барельеф Снофру, Вади-Магара[7].
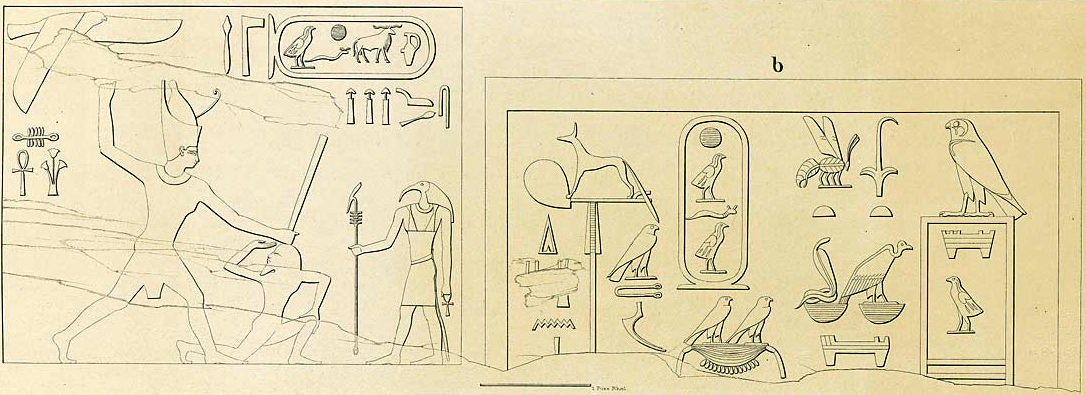
Барельеф Хуфу, Вади-Магара[7].
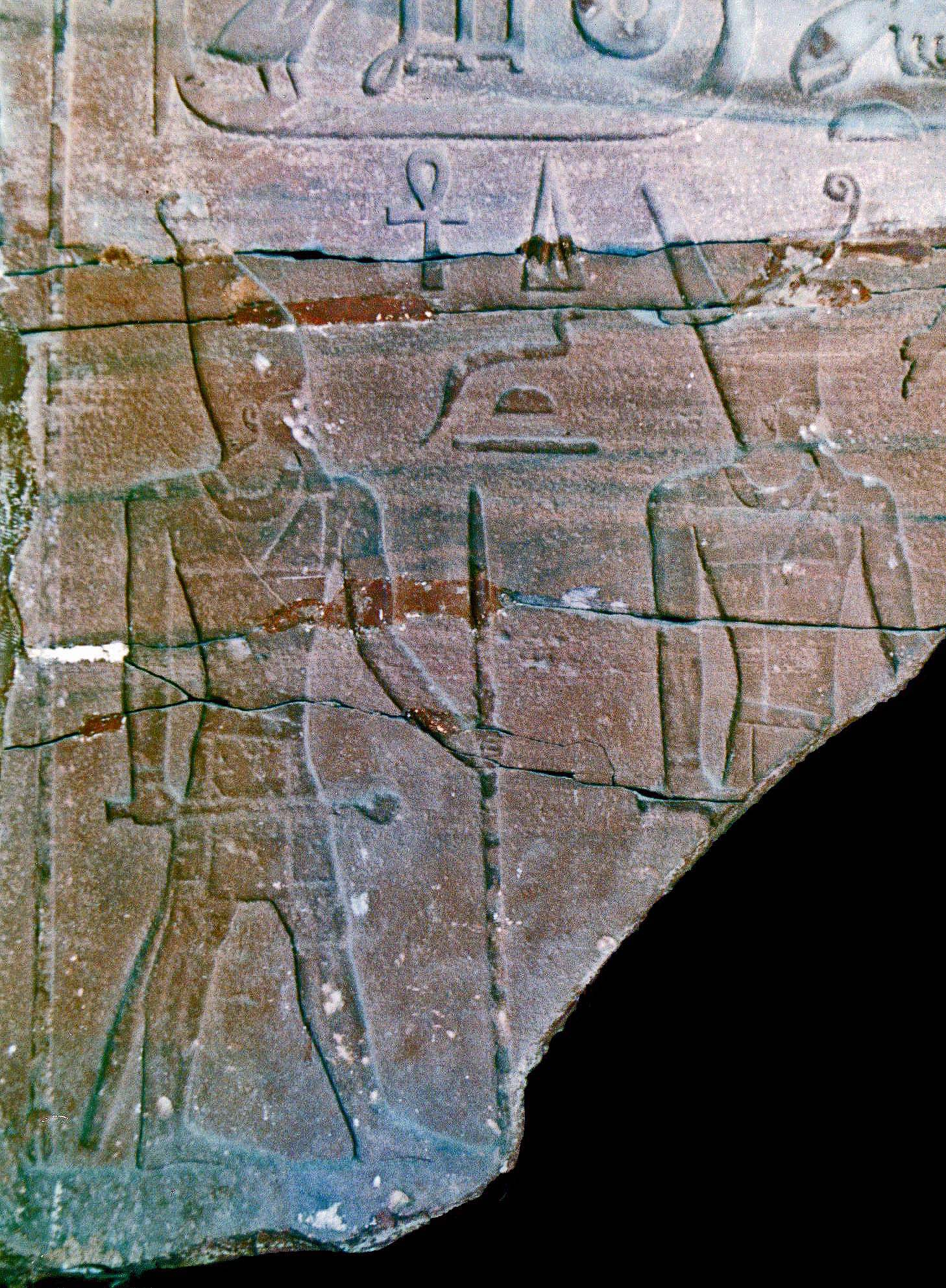
Барельеф Сахура, Вади-Магара.
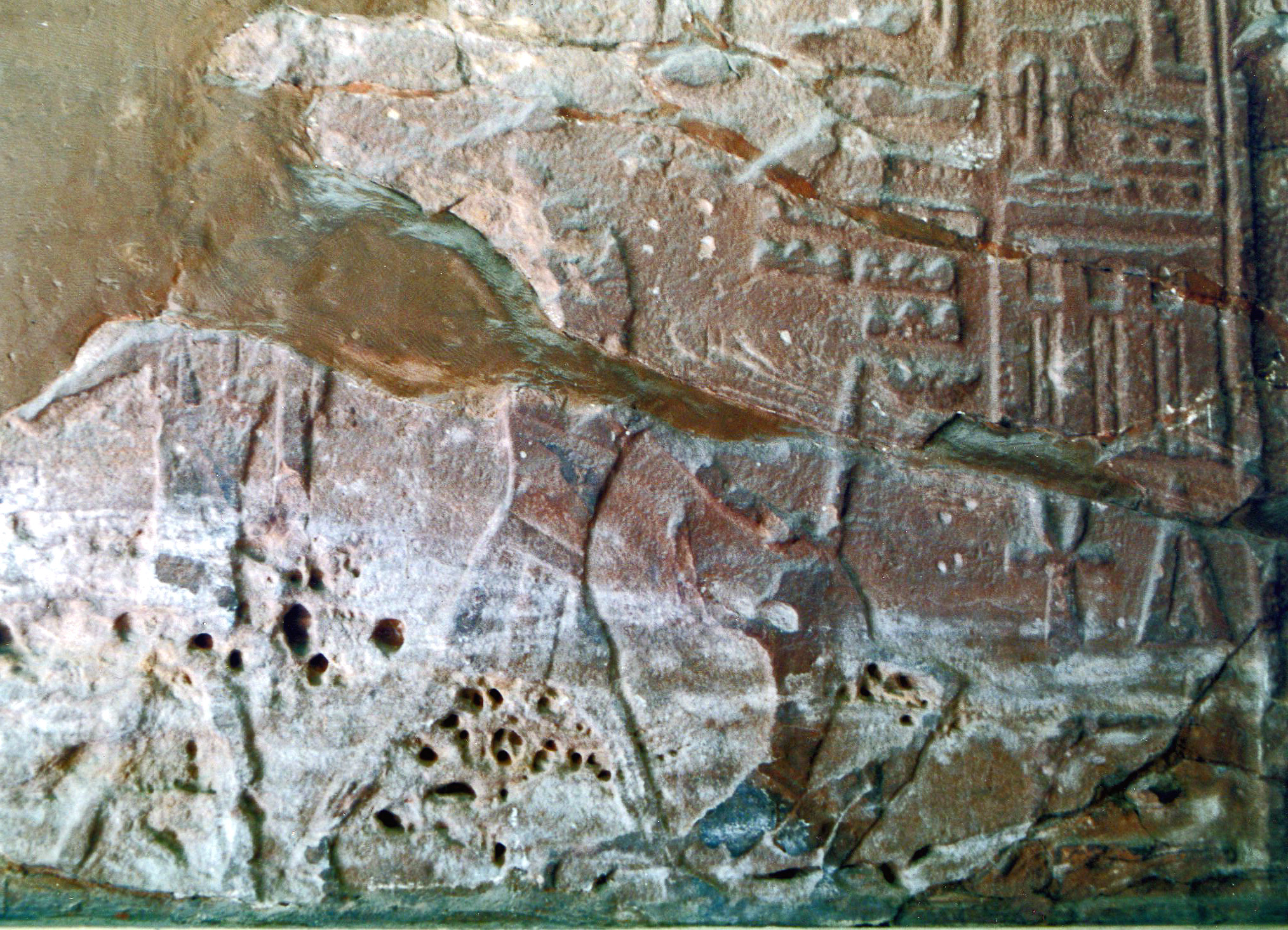
Барельеф Ниусерра, Вади-Магара.
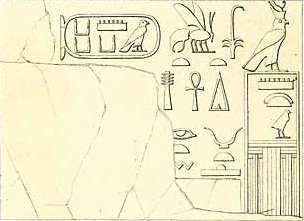
Барельеф Менкаухора, Вади-Магара[7].
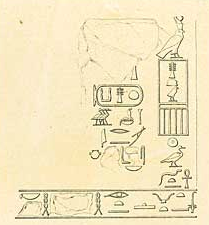
Барельеф Джедкара Исеси, Вади-Магара[7].